# Gerhart (motorfiets)
Gerhart is een Amerikaans historisch merk van motorfietsen.
Gerhart was gevestigd in Summerdale, in de buurt van Pennsylvania.
Het was een van de vele Amerikaanse merken die in de jaren tien probeerden een motorfiets met een viercilinderlijnmotor op de markt te brengen. De machine van Gerhart verscheen in 1913, maar in 1915 werd de productie al beëindigd omdat de productiekosten erg hoog waren en de machine bij het publiek niet aansloeg.